# かたおかみさお
かたおか みさお（12月2日 - ）は、日本の漫画家。福岡県福岡市出身。

## 来歴・人物
『週刊ヤングマガジン』黒ブタルーキー号「男と女のFriendly」でデビュー。『Good Job』がドラマ化された。

## エピソード
- スポーツ中継好き。

## 作品リスト
- Get PLEASURE! (講談社、1989/9/13、全1巻)
- Republic (講談社、1997/04、全1巻)
  - 「LIFE IS JUST A BOWL OF CHERRIES」「フェミニスト ナルシスト」「人魚」収録
- Good Job （講談社、2001/1/10-2007/3/13、全7巻）
  - 新Good Job〜グッジョブ（講談社、2009/1/13-2013/4/12、全7巻）
  - Good Job Returns（双葉社、2014/2/17-2015/9/17、全4巻）
- HARD LIFE （講談社、2004/4/13、全1巻）
  - 「HARD LIFE」「If You Can't Rock Me」「LONG LIFE」収録
- まんがグリム童話 〜グレース・ケリー 愛されたくて〜　(草案：島村洋子、ぶんか社、2006/06、全1巻）
- ヒビコレ 公民館のジョーさん（双葉社、2016/2/17-2016/9/17、全3巻）
- 回転（Kiss in the darkに収録）
- 人魚（YOUR SONGに収録）
- 自分色の幸せ（必ず泣ける読者体験 20代のリアルに収録）
- 男と女のFriendly
- 豚WA生KIRU可KARA不
- 僕 PUNK ROCKが好きだっ
- WILD AND VAIN
- 期末考査
- Gentle Boy
- Gentle Boyの逆襲
- ピンクのスクーター
- 制服
- 渡辺さん家の大事件
- SISTER
- 有害コミック
- Dearest Friend
- Congratulations
- My sweetheart is my Best Friend
- 56
- TIME AFTER TIME
- ENJOY YOURSELF
- You Trip Me Up
- OH! JESUS!!
- メイビーグリーン ベイビーグリーン
- ADLESCENT SEX
- Passenger
- Julia（原作：上代務）
- アイム スキャンダル（原作：林ひろし）
- サマーシーズンのワイン（原作：中澤浩史）
- CREATURES
- LUCK!
- 実録! バイオレンスファミリーＫ
- 人生の肴
- アペリティフ
- ガールズトーク
- Like A Dog
- 実録 水商売
- バカンス
- ディナー
- Innocent Smile
- I Know You Love Me,Don't You?
- REGRET
- SURE SHOT
- START ALL OVER
- TREASURE
- IN and OUT
- UNIT
- Late In The Day
- HOW DO?
- GINKO
- It's Gettin' Better
- Something Familiar
- Why Can't I Be You?
- fifteen
- 外は白い冬
- グレース
- ブラックローズ
- 社内探偵（原作：egumi）
- ワタシ以外みんなバカ（原作：egumi）
- ウマノリ!ガールズパーティー（原作：梅川陽衣、既刊1巻）
- #カワイイ死ね #Good Job Returns 2025（『JOUR』2025年3月号[1]） - 『#アンソロジー #アオハル不倫 #カワイイ死ね』に収録。